# Charles Tvede
Charles Martin Fritz Tvede (21. februar 1862 i Helsingør – 14. oktober 1931 smst) var en dansk direktør og politiker.
Han var søn af landstingsmand, kaptajn J.L. Tvede og hustru Emilie f. Bjerg. Han blev uddannet på Teknisk Skole i København, på Landbohøjskolens Laboratorium, på forskellige bryggerier i Danmark og på gær- og spritfabrikker i Tyskland. Han afleverede murersvendestykke i København 1879, var inspektør ved aktieselskabet Helsingørs Spritfabrik, I.L. Tvede 1882 og direktør fra 1889.
Tvede var også medlem af bestyrelsen for aktieselskabet Helsingørs offentlige Laanekontor fra 1892; medlem af Helsingør Byråd 1892-1909; formand for Helsingør kongelige privilegerede Skydeselskab fra 1900, for Foreningen af danske Spiritusfabrikanter fra 1898 og for Foreningen af danske Spiritusfabrikanters Arbejdsgiver Afdeling fra 1904, Delegeret ved Den danske Landmandsbanks Helsingør-afdeling fra 1904, medlem af Dansk Arbejdsgiverforenings hovedbestyrelse fra 1907, repræsentant for Kjøbenhavns Telefon Aktieselskab i Helsingør-afdelingen fra 1906, overligningskommissær fra 1908, medlem af Arbejdsgivernes Ulykkesforsikrings repræsentantskab fra 1909, landstingsmand fra 1908 (partiet Højre), tingvalgt medlem 1918 og 2. næstformand 1928. Han var Kommandør af 2. grad af Dannebrogordenen og Dannebrogsmand.
Han var gift med Johanne Elizabeth T., f. 4. maj 1868 i København, datter af toldinspektør Gradman og hustru Marie f. Lundwall.